# جیمز ویتمور
جیمز ویتمور (انگلیسی: James Whitmore؛ زادهٔ ۱ اکتبر ۱۹۲۱ - درگذشتهٔ ۶ فوریهٔ ۲۰۰۹) هنرپیشه و افسر (ارتش) اهل ایالات متحده آمریکا بود. وی بین سال‌های ۱۹۴۹ تا ۲۰۰۷ میلادی فعالیت می‌کرد. او اکثراً نقش‌های منفی بازی می‌کرد.

## گزیده فیلمشناسی
از فیلم‌ها یا برنامه‌های تلویزیونی که وی در آن نقش داشته‌است می‌توان به آثار زیر اشاره کرد.
- میدان جنگ (۱۹۴۹)
- جنگل آسفالت (۱۹۵۰)
- خانم اومالی و آقای مالون (۱۹۵۰)
- نشان سرخ دلیری (فیلم) (۱۹۵۱)
- در پهنه وسیع میسوری (فیلم) (۱۹۵۱)
- چون برای منی (۱۹۵۲)
- دختری که همه‌چیز داشته‌است (۱۹۵۳)
- اکلاهما! (فیلم ۱۹۵۵) (۱۹۵۵)
- سرگذشت ادی دوچین (۱۹۵۶)
- جرم در خیابان‌ها (۱۹۵۶)
- منطقه نیمه‌روشن (۱۹۶۳)
- گودال آب شماره ۳ (۱۹۶۷)
- سیاره میمون‌ها (۱۹۶۸)
- بونانزا (۱۹۶۸)
- تقسیم (۱۹۶۸)
- تورا! تورا! تورا! (۱۹۷۰)
- حالشون رو بگیر، هری! (۱۹۷۵)
- تخم مار (۱۹۷۷)
- اولین گناه کبیره (۱۹۸۰)
- دیوانه (۱۹۸۷)
- رستگاری در شاوشنک (۱۹۹۴)
- جسد (۱۹۹۷)
- مجستیک (۲۰۰۱)
- حلقه نور بی‌پایان (۲۰۰۲)
- شوخی با دیک و جین (فیلم ۲۰۰۵) (۲۰۰۵)
- سی‌اس‌آی (۲۰۰۷)

## جوایز
- برنده بهترین بازیگر مکمل مرد گلدن گلوب برای فیلم میدان جنگ در سال ۱۹۴۹

## درگذشت
ویتمور در نوامبر ۲۰۰۸ به سرطان ریه مبتلا شد. او بر اثر این بیماری در سن ۸۷ سالگی در ۶ فوریه ۲۰۰۹ در خانه خود در مالیبو، کالیفرنیا درگذشت.